# Tramway de Williamsport
Les tramways de Williamsport étaient une compagnie américaine de transport urbain située à Williamsport en Pennsylvanie.

## Localisation et bref historique de la ville
Williamsport est la plus grande ville le long de la branche ouest de la rivière Susquehanna. À la fin des années 1770, deux immigrants, un écossais, Michael Ross, et un irlandais, William Hepburn, acquirent des terres en ce lieu. Leurs deux propriétés réunies, Virginia et Deer Park, formeront ce qui deviendra très vite Williamsport.
En 1786, la première maison, une auberge, y est construite et rapidement le lieu se développe. Une école est ouverte en 1796, un bureau de poste en 1799 et le 1er mars 1806, il obtient le statut de borough. Les richesses forestières de la région vont pousser plus loin sa croissance. À partir de 1853 et jusqu'en 1889, année de grandes inondations qui ravageront la vallée, la ville est connue comme « la cité des millionnaires ». L'industrie forestière a permis d'amasser d'immenses fortunes et les 3e et 4e rues Est sont bordées de somptueuses villas témoins de cette nouvelle richesse. Le 15 janvier 1866, la commune changera encore de statut et obtiendra celui de ville à part entière.

## Peter Herdic et les tramways hippomobiles
Peter Herdic est arrivé à Williamsport en 1853, alors que la commune ne comptait guère que 1 700 habitants. Il y acquit de larges propriétés, construisit des maisons, des scieries, des manufactures et le Herdic Hotel, un grand hôtel à trois étages sur la 4e rue ouest. Il était à la fois un banquier président de la Lumberman's National Bank, un industriel et investisseur avisé président de Lycoming Gas & Water Company. Il était aussi très au fait des progrès de son temps et il avait vite inventé le Herdic, un chariot à traction hippomobile avec sièges latéraux et montée par l'arrière qui remplissaient un rôle de taxi. Il n'est pas étonnant qu'on le retrouve très tôt à la tête d'un projet d'établissement de tramways hippomobiles dans sa ville. En 1864, peu de villes de Pennsylvanie connaissaient encore ce mode de transport, pourtant déjà vieux de plus de trente ans. Philadelphie avait ouvert sa première ligne en 1858 et Pittsburgh lui avait emboité le pas un an après. Harrisburg avait fondée une compagnie en 1861, mais tardait à sa mise en service. Celle-ci ne précédera finalement Williamsport que d'une semaine.
L'année précédente, le 15 avril 1863, Herdic avait donc obtenu la concession d'un tramway à traction hippomobile partant du carrefour de la 3e rue et de Market St. par la 3e ou toute autre rue en direction du faubourg de Newberry et du village de Montoursville, avec le droit de construire des embranchements dans n'importe quelle rue de Williamsport à simple ou double voie. Herdic avait à l'époque associé à son projet nombre des personnes influentes et aisées de la ville qui ne comptait encore que 6 000 habitants. Il lui fallu un certain temps pour organiser une compagnie, ce fut fait le 30 juillet 1864 avec le Williamsport Passenger Railway. Moins d'un an plus tard, le 15 juillet 1865, le premier tramway hippomobile circulait dans les rues de la ville. La ligne originale partait du carrefour de la 3e rue et de Market St. par la 3e, obliquait à droite dans Pine, puis se dirigeait vers l'ouest dans la 4e jusqu'au niveau de la Herdic house, prenait la rue Campbell et se terminait dans Edwin St. à proximité du dépôt ; un parcours d'environ 1,8 km.
Le service original était largement surdimensionné (94 circulations journalières) comme l'étaient également les premières voitures qui nécessitaient deux chevaux. On y remédia très vite. De nouvelles voitures plus légères, ne demandant plus qu'un seul cheval pour la traction, apparurent, le service fut tout d'abord réduit à un parcours toutes les trente minutes, pour se stabiliser par la suite à une fréquence de 15 minutes. En 1868, le tramway est prolongé de quelques centaines de mètres à ses deux extrémités, totalisant environ 3,4 km de voie. La ligne avait toutefois bien du mal à faire des affaires et Herdic perdit le contrôle de la compagnie en 1879. Sous son nouveau management, le tramway commença à faire peau neuve. On remplaça les anciens rails de 8 kg/m par de nouveaux en acier de 16 kg/m. Des prolongements sont alors projetées en 1887. Les rails sont achetées et une centaine d'ouvriers sont alors engagés. Des problèmes avec la ville délaieront l'ouverture des nouvelles sections après qu'un acte de justice estime que la concession de 1863 accordait à la compagnie de construire ces extensions sans qu'il lui soit besoin d'obtenir de nouvelles autorisations. Le 1er septembre 1888, le service est désormais assuré sur deux lignes :
- la ligne de la 4e rue partait à hauteur de Grier St. dans la 4e, puis empruntait dans le centre-ville une boucle par Basin, la 3e et Pine pour revenir sur la 4e ;
- la ligne de la 3e rue partait d'une plaque tournante dans Penn St. par la 3e jusqu'à Park Street. Elle sera prolongée peu après pour rejoindre le terminus de la précédente sur la 4e par Grier St.

## L'électrification et la guerre des tramways
À la fin des années 1880, le Williamsport Passenger Railway possédait un monopole sur les transports de la ville conforté par une décision de justice. Mais la question de la modernisation de la traction se posait chaque jour avec plus d'acuité. Une expérience de traction à vapeur avait été tenté en 1883 : un véhicule conçu et construit localement avait fait quelques sorties sur le réseau en mai. Mais le bruit généré par ce nouveau mode de traction eut raison de l'expérience, bien que celle-ci se révélait prometteuse. La compagnie changea une nouvelle fois de mains en 1890. Le nouveau président, Hiram R. Rhoads, natif de Philadelphie, s'attela tout de suite à l'électrification du réseau.
L'affaire fut rondement menée. Le 5 août 1891, la voiture hippomobile 5, transformée pour l'occasion pour la traction électrique, faisait un premier parcours d'essai sur la ligne de la 3e rue entièrement reconstruite. Deux jours plus tard, le service régulier commençait, avec six nouvelles motrices, à raison de vingt heures par jour. Le 5 novembre 1891, c'était au tour de la ligne de la 4e rue d'être transformée. En 1892, le réseau de base connaissait sa première extension vers le village de Newberry. Un pont spécifique pour le tramway avait dû être construit sur la Lycoming Creek. Le succès est immédiat et la presse locale se répand en compliments sur le nouveau mode de transport.
Mais le succès de la Williamsport Passenger Company avait aiguisé les appétits et pas moins de six nouvelles compagnies obtiennent des concessions en 1892 et les années qui suivirent :
- la Vallamont Passenger Railway Company, dont le président est le Sénateur J. Henry Cochran ;
- la Citizens' Passenger Railway Company, avec le même état major que la précédente. Ces deux compagnies devaient desservir les quartiers de Vallamont, d'Athletic Park et autres situés au nord de la ville ;
- la South Side Passenger Railway Company était également liée à Cochran et devait desservir les quartiers de South Williamsport et de Duboistown. Toutes trois avaient reçu leur concession le 31 mars 1892 ;
- la Junction Passenger Railway Company, qui obtient sa concession le 8 avril, avait pour président Hugh MacDonald. Son but était de joindre les deux ensembles de lignes de Cochran en établissant des voies sur Market street ;
- la Centre and West End Passenger Railway Company, dont le président était Elias Deemer, concurrençait encore plus que les précédentes les intérêts du Williamsport Passenger Railway par son intention de construire dans la 5e rue une ligne strictement parallèle à celles déjà établies ;
- la East End Passenger Railway Company était indépendante des précédentes et devait construire une ligne en boucle dans les quartiers au nord-est de la ville.

Comme attendu, les nouvelles concessions ne furent pas du goût du Williamsport Passenger Railway. Quatre jours après la concession du Junction Passenger Railway, la Williamsport Company établissaient des voies sur Market. Aussitôt posées, elles étaient arrachées par la compagnie rivale. L'affaire vint devant les tribunaux le 20 mai et, cette fois, le juge ne reconnut plus la validité de la concession originale de 1863 et donna raison aux nouvelles compagnies. Peu importe, la Williamsport Company porta l'affaire devant la cour suprême de Pennsylvanie qui, le 16 mars 1893, confirma le jugement local. Elle avait perdu son monopole. Trois jours plus tard, les travaux de construction des nouvelles lignes commencèrent. La guerre des tramways ne prit fin que par la mort soudaine d'Hiram Rhoads, le 17 février 1894, à l'âge de 49 ans. Moins d'un mois plus tard, son principal adversaire, Cochran formait la Lycoming Improvement Company, qui rachetait le capital de la Williamsport Company et unifiait la direction de toutes les compagnies sous un même management. Enfin, le 15 mai 1894, il poussait à la fusion ses propres compagnies (Vallamont, Citizens', Centre and West End, Junction) sous la nouvelle entité de Vallamont Traction Company.

## Un système unifié
La guerre des tramways avait, au moins, eu le mérite d'offrir à de nouveaux quartiers, un système de transport moderne. Le 30 mai 1893, l'East End Passenger Railway ouvrait sa ligne, une boucle au départ de Franklin Square, où elle se connectait avec la ligne de 4e rue du Williamsport Passenger Railway, qui empruntait successivement Franklin St., Lincoln Avenue, Almond St. et Washington Avenue. Le Vallamont Passenger Railway suivait le 29 juillet de la même année, avec encore une boucle suivant Market St., Glenwood, Cherry, Belmont, Woodmont, à nouveau dans Glenwood, Campbell et Park pour revenir dans Market st. Le South Side Passenger Railway ouvrait sa ligne desservant South Williamsport, entre Maynard St. et Southern Avenue au croisement de Market et de la 3e rue dans le centre-ville, le 9 mars 1895. Les quatre compagnies, bien que formellement distinctes, œuvraient désormais dans un réseau unifié.
Au début du siècle, trois extensions majeures du réseau sont entreprises :
- le 19 mars 1900, la ligne de la 3e rue est prolongée à l'est jusqu'à la limite de la ville, où elle se connecte avec les tramways de Montoursville. En fait, cette ligne avait été construite dès 1897, mais le chemin de fer Philadelphia and Eastern interdit la traversée à niveau de ces voies. De 1897 à 1900, cette section de ligne fut exploitée par les tramways de Montoursville jusqu'à ce que la construction d'un passage souterrain résolve la situation ;
- le 22 octobre 1902, la ligne d'East End fut prolongée au centre-ville par un nouvel itinéraire par Washington, Packer et Market. Les voies menant de la boucle à Franklin Square étant abandonnées ;
- le 10 mai 1908, la ligne menant de Park avenue au cimetière de Mount Carmel est mise en service. Il s'agissait de la ligne proposée par le Citizens' Passenger Railway au début des années 1890, dont le projet avait mis en sommeil jusque-là.

À la même période, les projets d'extensions du réseau, bien au-delà des limites de la ville ne manquent pas :
- le Williamsport and Lock Haven Passenger Railway, organisé le 17 mai 1901, propose une ligne partant du terminus de Newberry des tramways de Williamsport en direction de Linden, Jersey Shore et Lock Haven. Cette compagnie détenue par les mêmes intérêts financiers que les réseaux de Williamsport et de Jersey Shore se heurtera aux propositions des nouveaux propriétaires du réseau de Lock Haven, qui espéraient à ce moment-là construire jusqu'à South Avis et Jersey Shore. Néanmoins, elle annonça imprudemment que sa ligne de Williamsport à Jersey Shore se ferait dans les deux ans. Rien ne se fit ;
- un projet plus grandiose avait vu le jour en 1899 lorsque E.A. Tennis, propriétaire des tramways de Montoursville et de Milton, proposa une ligne de Sunbury à Lock Haven, par Milton, Montoursville, Williamsport et Jersey Shore. Mais, bien vite, son projet se réduisit à une simple liaison entre ses propriétés qui aurait toutefois permis une liaison Williamsport - Sunbury. Le projet capota en 1903 ;
- le Sylvan Dell Park Passenger Street Railway, organisé le 3 mai 1910, proposa de construire une ligne se connectant à la South Side Line de Williamsport au parc d'attractions susnommé dans son titre. Encore une fois, rien ne se fit ;
- le dernier projet concerne un prolongement du terminus de Newberry au faubourg de Duboistown situé sur la rive opposée de la branche ouest de la rivière Susquehanna. Les tramways de Williamsport obtinrent en 1925 les autorisations nécessaires à sa construction, mais recula devant le coût de ce prolongement. En 1903 puis en 1911, elle avait déjà obtenu des concessions pour la desserte de Duboistown mais depuis le terminus de Maynard Street de la South Side Line.

À partir de la Première Guerre mondiale, les coûts d'exploitation commencèrent à grimper et la fréquentation à baisser. Aussi, lorsqu'un acheteur extérieur se présenta, les propriétaires s'empressèrent de vendre. En 1923, la compagnie passa dans les mains de la Lehigh Power Securities Corporation. La ville et ses citoyens tenait alors à conserver leur tramway : la ville proposa alors d'éliminer certaines obligations telles l'entretien de la chaussée entre les voies et réduisit drastiquement la redevance pour chaque véhicule à 1 $ par an. En contrepartie, la compagnie devait rénover son matériel et acheter cinq motrices neuves. Quant à un remplacement par autobus, il fut rejeter parce qu'il n'était pas possible en dehors des rues pavées de la ville, qu'il accroitrait très sensiblement la congestion en centre-ville, qu'il serait moins fiable que les tramways en hiver et, enfin, qu'il faudrait envisager un doublement du prix du billet et non une simple augmentation.
L'année 1926 enregistra de grands changements : 19 des meilleures voitures furent modernisées et cinq nouvelles achetées ; un nouveau dépôt fut construit sur Third street et l'ancien abandonné. Les quatre compagnies fusionnèrent enfin pour former les Williamsport Railways. Malgré ces modernisations, le trafic continua de décliner. La crise financière de 1929 frappa le réseau de plein fouet. Ce qui était inacceptable cinq ans auparavant le devint. Le 1er juillet 1931, la compagnie ferma les lignes de Vallamont et du cimetière de Mount Carmel et les exploita par autobus. Mais, ce ne fut pas suffisant et, en 1932, après que les employés eurent subi deux réductions de salaires, la compagnie annonça la suppression pure et simple du réseau pour le 30 décembre suivant. Elle fut effective le 11 juin 1933. L'année suivante, la ville accepta que l'on déferre le réseau et plusieurs des tramways trouvèrent une nouvelle ville d'accueil que ce soit à San Francisco ou Allentown, où certains servirent jusqu'en 1953.

## Le matériel roulant

### Les tramways à traction hippomobiles
Comme bien souvent aux États-Unis, les informations sur ces véhicules sont diffuses. On sait que les premières voitures avaient de grandes caisses à dix vitres latérales et plateformes ouvertes, nécessitant deux chevaux pour la traction. Elles étaient numérotées 1 à 4. Lourdes et peu économiques, elles furent remplacées, en 1868 ou 1869, par quatre voitures à six vitres latérales, numérotées 5 à 8, ne réclamant qu'un seul cheval pour la traction. Les voitures originales restèrent à l'inventaire au moins jusqu'en 1877 comme hors d'usage. Une neuvième voiture est commandée en 1872. 
Dans les années 1880, de nouveaux tramways ont été ajoutées au parc, mais les éléments manquent pour en donner un état plus fidèle. En 1890, une ancienne voiture de construction Stephenson est acquise d'occasion auprès de J.G. Brill. Elle provient du State Street Railroad de New Haven et porta le n°12 à Williamsport. En 1891, dernière année d'exploitation par traction hippomobile, la compagnie revendique neuf voitures fermées (sept dont le compartiment mesure 3,60 m de long et deux de 3,00 m seulement) et 32 chevaux.
La voiture n°5 sera équipée pour les premiers essais de traction électrique. 

### Les tramways électriques
Si l'établissement des tramways électriques donnât lieu à une sévère empoignade, les diverses compagnies s'adressèrent à un constructeur unique dans les premiers temps. La petite firme de Chester (Pennsylvanie), Lamokin Car Works, obtint à Williamsport un monopole qu'il ne conservera que le temps de sa propre existence.
- Les motrices 1 à 4 (Lamokin, avril 1891) étaient de petites motrices closes aux plateformes ouvertes. Prétendument équipées de trucks Peckham, toutes les photos connues nous les montrent avec des bogies Maguire.
- Les motrices 5 et 6 (Lamokin, avril 1891) étaient semblables aux précédentes à l'exception de leurs plateformes qui sont vestibulées.
- Les motrices 7 et 8 (Lamokin, juin 1891) d'un type proche des précédentes, étaient toutefois plus massives.
- Les motrices 9 et 10 (Lamokin, été 1891) et 11 et 12 (Lamokin, juin 1892) ont bénéficié d'un soin particulier au niveau de la finition. Ces voitures avaient, en outre, une fenêtre dans le toit qui permettait au conducteur de surveiller la perche de prise de courant, une disposition exceptionnelle.
- Les motrices 13 et 14 (Lamokin, printemps 1893) étaient les motrices 2 et 4 de la Vallamont Traction Company. Renumérotées lors de la fusion des services, elles étaient plus grandes que les précédentes et avaient sept vitres latérales.
- Les motrices 15 et 16 (Lamokin, janvier 1893) étaient les deux motrices du East End Passenger Railway. Elles étaient plus sophistiquées que les précédentes productions et montées sur trucks Brill type 21.
- Les motrices 17 et 18 (Brill, 1900 - n° de construction : 10432) furent les premières à bogies du réseau. Montées sur deux trucks Brill type 27G, elles sont équipées de freins manuels à l'origine, mais dès 1904, des freins pneumatiques y sont installés. Elles seront, par la suite, renumérotées 23 et 24.
- Les motrices 19 à 24 (Brill) ont été acquises d'occasion en 1902. Leur provenance est inconnue. Deux de ces motrices ont été renumérotées en 1912 en 29 et 30.
- les motrices 25 à 28 (American, 1893) ont été acquises auprès d'une compagnie new-yorkaise (probablement le Yonkers Railroad) en juillet 1903.
- Les motrices 101 à 106 (Lamokin, printemps 1893) étaient des voitures ouvertes à huit bancs transversaux et au design des plus sommaire.
- Les motrices 107 à 110 (Lamokin, printemps 1893) étaient des voitures ouvertes à neuf bancs transversaux. Elles furent commandées à l'origine par le Vallamont Traction Company où elles étaient numérotées 1, 3, 5 et 7.
- Les motrices 111 à 114 ont été acquises d'occasion en 1901 ou 1902. Voitures ouvertes à neuf bancs, leur provenance est inconnue. La 114 sera la motrice ouverte figurant le plus longtemps à l'inventaire.
- Les motrices 115 à 119 sont des motrices ouvertes à neuf ou dix bancs, acquises d'occasion auprès du Coney Island and Brooklyn Railroad en juillet 1903.

Avec l'arrivée de nouvelles motrices semi-convertibles destinées à remplacer l'ensemble du parc (voitures fermées et ouvertes), en 1905, Williamsport recommença la numérotation à partir de 1. Les motrices d'origine sont progressivement envoyées à la ferraille. Certaines ont alors moins de 15 ans.
- Motrices 1 à 4 (Brill 1905, n° de construction 14265) étaient montées sur des bogies 27G1 qui avaient la particularité de ne comporter qu'un seul moteur. C'étaient, à l'époque, les plus grandes voitures mises en service à Williamsport et certaines lignes durent être réalignées avant leur mise en service. Elles furent transformées en P.A.Y.E. Cars vers le début de la Première Guerre mondiale, puis à nouveau en 1926, où elles sont largement modernisées. Renumérotées 41 à 44, elles sont alors équipées de bogies 39E.
- Motrices 5 à 8 (Brill 1907, n° de construction 15935) étaient identiques aux précédentes à l'exception des toitures. Elles subirent les mêmes transformations et, en 1926, les toitures seront modifiées pour fournir un groupe de motrices identiques. Elles seront renumérotées 45 à 48.
- Motrices 9 à 14 (Brill 1913, n° de construction 18930) avaient des plateformes plus longues et des marche-pieds amovibles au lieu des fixes des premières motrices. Elles étaient équipées à l'origine de bogies 39E. Lors de la modernisation de 1926, elles seront renumérotées 50 à 55.
- Motrices 15 à 18 (Brill 1917, n° de construction 20193) semblables aux précédentes à l'exception de portes coulissantes qui étaient pourvues de vitres, y compris dans leur partie basse. Modernisées en 1926, elles seront renumérotées 56 à 59.
- Motrices 19 à 22 (Brill 1903, n° de construction 12950). Ce sont de petites motrices à 2 essieux, montées sur truck Brill 21E, acquises d'occasion auprès de l'International Railway Company (Buffalo) en 1912. Équipées de portes coulissantes vers 1917, elles ne seront pas reconstruites en 1926 et mises à la ferraille dès 1931.
- Motrices 23 et 24 (Brill, 1900), voir plus haut.
- Motrices 25 à 28 (American Car, 1893). Achetées d'occasion à une source non identifiée, elles sont certainement de même origine. Les 25 et 26 sont des motrices à deux essieux, tandis que les 27 et 28 sont à bogies.
- Motrices 29 et 30 (Brill), ex-série 19-24. voir plus haut.

En 1925-26, le réseau entreprit une modernisation importante de son parc. Les motrices Brill à bogies semi-convertibles furent toutes modernisées et renumérotées 41 à 48 et 50 à 59. La motrice 11 de Jersey Shore (Brill 1904, n° de construction 13448) servit de modèle de base à cette modernisation, elle porta dès lors le n°40 à Williamsport. En 1926, la ville fit sa dernière commande auprès de Brill de cinq motrices à bogies modernes, tout acier, numérotées 60 à 64 (n° de construction 22442). À la fermeture du réseau, une grande partie de ce matériel trouva acquéreur : douze semi-convertibles continuèrent leur vie à San Francisco, les 60 à 64 restèrent en Pennsylvanie sur le Lehigh Valley Transit d'Allentown et la 40 devint un restaurant sur Main Street à Lock Haven.

### Matériel de service
On sait peu de choses de ce matériel. Dans les premières années de la traction électrique, la compagnie revendiquait une motrice de service et deux chasse-neige. La motrice de service est l'ancienne voiture hippomobile 5 motorisée pour les essais de traction électrique et renumérotée par la suite MV. L'origine des deux chasse-neige nous est inconnue, l'un d'entre eux n'est déjà plus à l'inventaire en 1907. Williamsport possède alors une motrice chasse-neige et deux motrices balayeuses (plus efficaces dans le cas de faibles chutes de neige). En 1909, elle achète une motrice balayeuse neuve à McGuire-Cummings-Cummings (en). L'inventaire de 1924 ne compte que deux motrices balayeuses Maguire identiques numérotées 1 et 2. Ce même inventaire liste la présence de cinq wagons plats pour le service de la voie. Enfin, en 1926, la compagnie fait l'acquisition d'occasion d'une troisième motrice balayeuse (ou chasse-neige, suivant les versions divergentes).

## Sources